# Orvilliers-Saint-Julien
Orvilliers-Saint-Julien település Franciaországban, Aube megyében. Lakosainak száma 312 fő (2022. január 1.). Orvilliers-Saint-Julien Châtres, Échemines, Mesgrigny, Origny-le-Sec, Ossey-les-Trois-Maisons, Saint-Flavy, Saint-Mesmin és Vallant-Saint-Georges községekkel határos.

## Népesség
A település népessége az elmúlt években az alábbi módon változott:
| Lakosok száma | 266  | 226  | 226  | 272  | 319  | 320  | 311  | 312  | 310  | 312  |
|               | 1968 | 1982 | 1990 | 2006 | 2013 | 2015 | 2017 | 2019 | 2020 | 2022 |